# Conure tiriba
Pyrrhura cruentata
Espèce
Statut de conservation UICN

 VU A2cd+3cd+4cd;B1ab(i,ii,iii,v);C2a(i) : Vulnérable
Statut CITES
La Conure tiriba ou Conure à poitrine bleue (Pyrrhura cruentata) est une espèce d'oiseau appartenant à la famille des Psittacidae.

## Description
Cet oiseau mesure environ 30 cm pour une masse de 90 à 100 g. Il s'agit donc de l'espèce la plus grande et la plus lourde du genre. Son plumage présente une prédominance verte. Contrairement aux autres espèces du genre Pyrrhura, sa poitrine n'arbore pas d'écailles. Le front, la calotte et la nuque sont marron noirâtre avec des flammèches chamois. Les lores et les couvertures auriculaires sont rouge orangé. Le bas des joues est vert clair. La gorge et le haut de la poitrine sont nuancés de bleu azur, coloration se retrouvant sous forme d'un liseré au niveau de la nuque. L'abdomen et le croupion sont rouges, coloration retrouvée sur les épaules également. Les rémiges primaires sont bleues. La queue est vert olive dessus et rouge brunâtre dessous. Le bec est noirâtre. Les iris sont jaune orangé à bruns. Les étroits cercles oculaires nus et les pattes sont grisâtres.
Le jeune est plus sombre et présente moins de rouge aux ailes.

## Habitat
Cet oiseau peuple les forêts atlantiques humides et leurs lisières entre 400 et 960 m d'altitude. Elle persiste encore dans certaines zones agricoles possédant des arbres.

## Répartition
Cette espèce peuple les régions côtières de l'est du Brésil (États de Bahia, Minas Gerais, Espirito Santo et Rio de Janeiro).

## Nidification
Cet oiseau se reproduit de juin à octobre. La femelle pond 2 à 4 œufs dans une cavité d'arbre. L'incubation dure 22 à 25 jours. Les jeunes demeurent au nid environ 45 jours.

## Conservation
Cet oiseau est au bord de l'extinction à cause de la déforestation (2 500 à 10 000 individus) qui a fractionné son habitat. Il persiste essentiellement dans les réserves.